# Vjazemskij (Kraj di Chabarovsk)
Vjazemskij in russo Вяземский?, talvolta anche Vjazemskj o Vjazemsky) è una città della Russia, situata nel Kraj di Chabarovsk, a 130 chilometri a sud ovest dalla capitale del Kraj, Chabarovsk. La città di Vjazemskij si trova a pochi chilometri dal confine con la Cina. Le coordinate geografiche della città sono 47°31'N 45°00'E.

## Storia
Vjazemskij è stata fondata nel 1896 come stazione ferroviaria, e portava il nome di Vjazemskaja (in lingua russa Вяземская). La città, col passare degli anni, si industrializzò, si sviluppò e quindi aumentò il numero di abitanti, che oggi è a quota 15.760. La città di Vjazemskij successivamente ricevette gli status: quello di villaggio urbano nel 1938 e quello di città nel 1951.

## Società

### Evoluzione demografica
La città di Vjazemskij negli ultimi anni (dal 1989 al 2002) ha avuto un notevole decremento di popolazione (circa il 20% di abitanti in meno nel giro di tredici anni): nel 1989 contava 18 426 abitanti, mentre, l'ultima volta che è stata registrata la popolazione, nel 2002, ne erano stati registrati solo 15.760. Tale tendenza è in linea con quella della maggior parte delle città della Russia di piccolo-medie dimensioni che, secondo i dati del censimento, hanno subito negli anni successivi al crollo dell'Unione Sovietica un brusco decremento demografico.